# Миодраг Ђорђевић
Миодраг Ђорђевић (Ваљево, 7. децембар 1919 — Београд, 16. јануар 1994) био је српски лекар, фотограф-уметник и педагог.
Дипломирао на Медицинском факултету у Београду. Фотографије излагао од 1951. Деловао је као самосталан, тзв. „слободан“ уметник, затим као професор за предмет Фотографија у Школи за индустријско обликовање у Београду (1963–84), и као шеф Центра за медицинску фотографију на Медицинском факултету у Београду (1972–84). У Фото-савезу Југославије имао је звање Мајстор фотографије ФСЈ, а у Међународном савезу фотографске уметности - FIAP звање ЕФИАП (Екселенција ФИАП).

## Одлике уметничког рада
Нарочити вид његовог интересовања били су споменици античке и српске средњовековне културе – архитектура и фреско-сликарство. Снимајући те теме опремио је фото-монографије Манастир Студеница, Хиландар, Грачаница, Српске иконе у Мађарској, Манастир Морача, Сент Андреја, Народна уметност Југославије, Иконе, и многе друге. Истакао се и фото-репродукцијама дела савремених уметника, којима је опремио монографије Ђорђе Андрејевић-Кун, Марко Челебоновић, Јован Бијелић, Тискникар, Недељко Гвозденовић, Сликарство Миће Поповића, и друге. На плану документарне фотографије остварио је изузетан циклус „Портрети савременика“ који обухвата ликове три генерације српских уметника (од Стојана Аралице и Петра Лубарде до Марине Абрамовић). Уносио је фотографије у дела различитих области примењене уметности: фото-дизајн (плакати, каталози, поштанске марке...), текстил, таписерију, керамику и др. Упоредо делујући на савременој уметничкој сцени, у другом делу своје активности користио је медиј фотографије као аутономно средство изражавања, тражећи у природним формама сведене ликовне облике ("Апстрактно-конкретно“ 1963), или је реално преплитао са имагинарним у серијама вишеструких експозиција ("Соматске метафоре“, 1966). „Показивао је истанчан смисао за откривање нових форми израза при чему се нарочито бавио испитивањем граничних подручја фотографије, кроз спрегу покрета и светлости ("Луминокинети“, 1978), или откривања могућности фотографског медија као варијетета графичких техника отискивања ("Фотогравире“, 1992)". 

## Организаторски рад
Подстакао је историјско вредновање српског фотографског наслеђа изложбама Анастас Јовановић (САНУ, 1977) и Фотографија код Срба 1893–1989 (САНУ, 1991), а био је покретач и један од оснивача Националног центра за фотографију (1992). 

## Изложбе
Фотографска дела излагао на (приближно) 150 групних изложби на готово свим континентима. Излагао је самостално у Југославији (више пута), Пољској (1961), Чехословачкој (1967), Немачкој (1972), Бразилу (1976, 1977) и Кини (1979).